# Alifa Rifaat
Alifa Rifaat (5 iunie, 1930 - 4 ianuarie 1996) (arabă: أليفة رفعت) a fost o controversată scriitoare egipteană. Este autoarea unor nuvele care descriu viața femeilor din spațiul rural egiptean. Scrierile sale sunt considerate a fi feministe, totuși feminismul său nu este influențat mai mult de către lumea occidentală, ea a căutat să ofere femeii musulmane fericirea și libertatea pe care ea considera că religia islamică i le oferă. Ea militează pentru dreptul femeii de a se bucura de propria sexualitate fără a cere eliberarea de preceptele islamice.

## Biografie
Alifa Rifaat s-a născut într-o familie de proprietari funciari, relativ bogată pentru lumea satului egiptean, a dorit să urmeze cursurile Universității din Cairo, însă părinții săi s-au opus și a fost căsătorită împotriva voinței sale. Căsătoria a fost anulată după opt luni iar Alifa s-a căsătorit cu unul dintre verii săi, un ofițer de poliție. Soțul nu i-a permis să-și publice nuvelele și astfel a fost nevoită să aștepte până după moartea acestuia pentru a le publica fără a se folosi de un pseudonim. Majoritatea nuvelelor sale au apărut în revista Ath-Thaqafa Al-Usbu'iyya. Ea a rămas văduvă la vârsta de 48 de ani și a fost nevoită să-și crească singură cei trei copii. A murit la 4 ianuarie 1996, la Cairo.
Nuvelele sale au fost traduse printre altele, în engleză, olandeză, germană și suedeză. Cincisprezece dintre cele mai bune nuvele ale sale au fost traduse în limba engleză în volumul "Distant View of a Minaret" apărută la Londra, ed. Heinemann în 1987. Printre cele mai reușite nuvele se numără Oricare ar fi bărbatul, Man yakūn ar-raĝul apărută în 1981 și În lunga noapte de iarnă, Fī layl aŝ-ŝita' aṭ-ṭawīl publicată în 1985.